# Negombo (geslacht)
Negombo is een geslacht van sponsdieren uit de klasse van de Demospongiae (gewone sponzen).

## Soorten
- Negombo acanthosanidastera (Hoshino, 1981)
- Negombo jogashimensis (Tanita & Hoshino, 1990)
- Negombo kellyae Hooper, 2002
- Negombo tenuistellata Dendy, 1905